# Vincent Langer
Vincent Langer (* 18. Oktober 1986 in Preetz) ist ein deutscher Windsurfer, IFCA-Weltmeister und mehrfacher Sieger des Deutschen Windsurf Cups.

## Biografie
Langer erlernte unter Anleitung seines Vaters mit sechs Jahren das Windsurfen. Mit elf Jahren gewann er erste Regatten und 2006 wurde er in den Deutschlandkader für die olympische Windsurfklasse RS:X berufen. Nachdem er die Qualifikation für die Olympischen Spiele 2008 in Peking verpasst hatte, konzentrierte er sich auf die Disziplinen Slalom und Formula. Hier stellten sich Erfolge ein. So wurde Langer 2013 erstmals Deutscher Meister und verteidigte diesen Titel fünfmal. Außerdem wurde er 2015 und 2016 IFCA-Slalom-Weltmeister. 2017 gewann Langer zudem den IFCA-Formula-Weltmeistertitel und wurde beim Windsurf World Cup Sylt Zweiter im Slalom.
Langer lebt in Kiel und hat ein Lehramtsstudium in Geschichte und Sport an der Universität Flensburg abgeschlossen. 2017 gründete er seine eigene Neoprenanzugsfirma Vinc. Er gehört dem Segelclub Bayer Uerdingen an und organisiert regelmäßig Windsurfcamps für Kinder.

## Erfolge
- 2. Platz Windsurf World Cup Sylt 2017
- IFCA-Slalom-Weltmeister: 2015, 2016[5]
- IFCA-Slalom-Weltmeister: 2013[6]
- IFCA-Formula-Weltmeister: 2017[5]
- Europameister Slalom: 2017, 2018[5][7]
- Deutscher Meister Overall: 2013, 2014, 2017[5][6][8]
- Deutscher Meister Slalom: 2014, 2015, 2016, 2017[5]
- Deutscher Meister Formula: 2014, 2015, 2016[5]
- Deutscher Meister Funboard: 2014, 2015, 2016[5]
- Deutscher Meister Racing: 2017[5]